# Космічні яйця
«Космічні яйця» (англ. Spaceballs) — науково-фантастична кінопародія Мела Брукса на класичну трилогію «Зоряні війни» Джорджа Лукаса. У цьому фільмі використовувались ключові ситуації і з інших фантастичних бойовиків — «Фантастична подорож» (1966), «Планета мавп» (1968), «Чужий» і «Сканнери» (1979), а також пригодницького серіалу Стівена Спілберга про археолога Індіану Джонса і «Рембо» (1982).
Президент планети Космічні Яйця посилає лорда Темного Шолома викрасти принцесу Веспу. Натомість він хоче отримати все повітря з її планети Друїдія. Зупинити лиходія випадає космічному авантюристу-невдасі Звіздуну та його напарнику Блювку.

## Назва
Мел Брукс планував назвати фільм «Планета Йолоп» (англ. Planet Moron), але мусив змінити назву, бо в 1985 вже виходила британська комедія «Йолопи з відкритого космосу» (англ. Morons from Outer Space). Брукс розумів, що концепція «космосу» мусить бути в назві заради маркетингу, але йому потрібно було щось, що приверне увагу. Зрештою, він придумав додати «яйця», що створює гру слів, яка вказує на попередні ексцентричні комедії Брукса (англ. screwball — «ексцентричний», також balls може означати «яйця» і «кулі»).

## Сюжет
Титри, що пародіюють вступ із «Зоряних воєн», розповідають як у далекій Галактиці жителі планети Космічні Яйця розтратили всю свою атмосферу. Тож вони вирішили красти атмосферу в інших планет. Чергова їхня жертва — миролюбна планета Друїдія.
У космосі пролітає дуже довгий космічний корабель «Яйцеліт». На містку екіпаж вітає свого командира — лорда Шолома (пародія на Дарта Вейдера), якому доповідають про наближення до Друїдії. Лорд Шолом нічого не тямить у влаштуванні корабля, плутаючи радар з кавоматом.
Тим часом на Друїдії готуються до весілля принцеси Веспи (пародія на принцесу Лею) із завжди сонним принцом Валіумом. Валіум — останній принц у Галактиці, тому весілля з ним обов'язкове. Принаймні, на переконання короля Роланда, батька Веспи. Веспа не бажає шлюбу і в останній момент разом зі своєю робослужницею Дот Матрикс (пародія на C-3PO) втікає з-під вінця в космічному «Мерседесі».
Невдовзі десь у космосі в космічному фургоні «Орел-5» летять космічний авантюрист Звіздун (пародія на Люка Скавокера і Хана Соло) і його напарник Блювок (пародія на Чубакку). Звіздун отримує повідомлення від гангстера Піци Хата (пародія на Джаббу Хатта та піцерію Pizza Hut), що принц Роланд призначив за повернення Веспи мільйон космодоларів. Звіздун не має вибору, крім як погодитися, бо заборгував Піці Хату багато грошей.
Президент Космічних Яєць, Скрут, телепортується на «Яйцеліт», але через помилку частини його тіла складаються неправильно. Повернувшись, він заявляє, що пройдеться пішки і виявляється, що Скрут сидів у сусідньому кабінеті. Під його командуванням «Яйцеліт» підбиває корабль Веспи, попри те, що стріляв косоокий майор Рукодуп і такий же його кузен (а потім з'ясовується, що Рукодупами звуть усіх навколо). Принцеса телефонує батькові і той обіцяє Звіздуну все, чого він забажає. Звіздун із Блювком забирають Веспу та Дот Матрикс до свого фургона.
Спершу Веспа і Звіздун не терплять одне одного, принцеса вимагає почестей, а Звіздун вважає її пихатою та зніженою. Лорд Шолом наказує летіти навздогін за «Орлом-5» на «скаженій швидкості». Тікаючи, Звіздун вмикає режим, який спалює все паливо «Орла-5» і фургон мусить сісти на пустельній планеті. Принцеса по-своєму розуміє «взяти лише життєво необхідне», тож Звіздун і Блювок несуть її речі, в тому числі величезний фен. Лорд Шолом, щоб дізнатися де втікачі, дивиться піратську версію «Космічних яєць».
Герої непритомніють від спеки в пустелі, де їх знаходять схожі на гномів слуги мудреця Йогурта (пародія на Йоду), володаря сили «Шварц» (відсилання до бренду Schwarzkopf). Звіздун вчиться в Йогурта користуватися «Шварцом», щоб чаклувати. Президент у той час наказує «прочесати пустелю» в пошуках утікачів і його підлеглі виконують це буквально — прочісуючи пісок величезними гребінцями. Випадково лорд Шолом знаходить вхід у підземелля Йогурта. Вночі, прикинувшись батьком Веспи, лорд Шолом викрадає принцесу. Звіздун вирішує її врятувати.
Космічні Яйця шантажують короля Роланда тим, що якщо він не дасть їм пароль від щита Друїдії, який прикриває атмосферу планети, вони повернуть принцесі Веспі її старий ніс, що був до пластичної операції. Наляканий Роланд видає пароль: «12345». Скрут зауважує, що такий самий пароль на всіх його валізах. Він наказує приготуватися до викачування атмосфери Друїдії, а заразом і змінити пароль на валізах.
Звіздун і Блювок вирушають на планету Космічні Яйця, переодягаються охоронцями та звільняють Веспу з Дот Матрикс, яких знаходять за скигленням. Героїв оточують, але це виявляються дублери. «Яйцеліт» перетворюється на велетенську покоївку, схожу на Статую Свободи з пилососом (пародія на трансформерів), і починає засмоктувати повітря. Однак, за допомогою персня, що містить силу «Шварц», Звіздуну вдається переключити пилосос на видування і повітря повертається назад. Звіздун вирушає на «Яйцеліт» знищити його та стикається з лордом Шоломом у кімнаті, де міститься кнопка саморуйнування корабля. Герої б'ються променями, випущеними їхніми перснями. Лорд Шолом хитрощами відбирає у Звіздуна перстень та каже, що зло завжди перемагає, бо «добро тупе». Але Звіздун чує повчання Йогурта: «Шварц у тобі!». За допомогою чарівної сили він притягує до себе дзеркало та відбиває промінь лорда Шолома йому в пах. Лиходій падає і вдаряється головою об кнопку самознищення.
Герої тікають, а «Яйцеліт» вибухає. Звіздун дізнається з новин, що Піца Хат з'їв сам себе, тож борг нікому платити. Разом із Блювком він іде в забігайлівку, де один з відвідувачів замовив погану страву і з нього виривається маленький Чужий. Звіздун і Блювок миттю просять рахунок.
Король Роланд готується ще раз одружити Веспу. Звіздун дає Блювку печиво з передбаченням, у якому виявляється послання від Йогурта. Той розповідає, що Звіздун насправді принц, а отже має право одружитися з Веспою. Звіздун встигає прилетіти на весілля і Веспа погоджується на шлюб із ним.
Президент зі своїми посіпаками падають на планету, де їх бачать дві мавпи та кажуть «гаплик планеті» (пародія на «Планету мавп»).

## Ролі
Імена персонажів українською наведено за озвученням від НЛО-TV.
- Білл Пуллман — капітан Звіздун (в оригіналі Лоун Старр)
- Джон Кенді — Блювок «Буе» (в оригіналі Бартолом'ю «Барф»)
- Дафні Зуніґа — принцеса Веспа
- Джоан Ріверз — Дот Матрикс (голос)
- Мел Брукс — президент Скрут (в оригіналі Скруб) та Йогурт
- Рік Мораніс — лорд Чорний Шолом
- Дік Ван Паттен — король Роланд
- Джордж Вайнер — полковник Рукодуп (в оригіналі Сандурц)
- Леслі Бевіс — командирка Зіркона
- Майкл Вінслоу — радарний технік
- Лорен Ярнел — Дот Матрикс (тіло)
- Джим Баллок — принц Валіум
- Руді Де Лука — робот Вінні
- Дом Делуїз — Піца Хат (голос)
- Джон Герт — грає сам себе (камео)
- Сал Віскузо — оператор радіо
- Ронні Грехем — міністр
- Сенді Гелберг — хірург Філліп Шльоткін
- Стівен Тоболовскі — капітан охорони
- Дей Юнг — офіціантка
- Рік Дукоммун — охоронець в'язниці
- Джек Рілі — репортер новин
- Тім Расс — мисливець
- Бренда Стронг — Нурс Гретчен
- Джим Джекмен — майор Рукодуп (в оригіналі Сандурц)
- Мік Пнєвскі — стрілець першого класу Філліп Рукодуп
- Роберт Прескотт — водій піщаного круїзера

## Пародії та посилання в фільмі
Крім очевидних пародій на відомі американські фільми, як-от «Фантастична подорож» (1966), «Планета мавп» (1968), «Чужий», «Сканнери» (1979), фільми про Індіану Джонса і «Рембо» (1982), та самі «Зоряні війни», «Космічні яйця» містять ще цілий пласт пародій і посилань:
- У сховку Йогурта продається багато мерчендайзу (футболки, пластівці, тарілки та навіть вогнемет) під брендом «Космічні яйця». Це пародія на те, що головні прибутки медіафраншиза «Зоряні війни» отримує від продажу мерчендайзу, а не від фільмів. Коли Йогурт каже Звіздуну, що вони ще побачаться в фільмі «Космічні яйця 2: в пошуках ще більше грошей», це висміювання фільму «Зоряний шлях: у пошуках Спока».
- Технік на ім'я Снотті, що керує телепортацією — це пародія на Скотті з оригінального «Зоряного шляху», котрий обслуговував телепорт на зорельоті «Ентерпрайз».
- Майкл Вінслоу в ролі радарного техніка, коли сам видає звуки радара, посилається на свою роль Лорвела з «Поліцейської академії».
- Коли «Орел-5» розвиває найбільшу швидкість, космос навколо стає схожий на картатий плед. Це перебільшення ефекту «сплітання» світла в «Космічній Одіссеї 2001».
- Джон Герт, з грудей якого виривається маленький Чужий, грав у «Чужому» в такій же ситуації, але в серйозному контексті. Сам Чужий співає відому в Америці пісню «Hello! Ma Baby», а його танець наслідує танець жаби з мультфільму «Один жаб'ячий вечір».
- Головна споруда на планеті Космічні Яйця нагадує Капітолій у Вашингтоні.
- Президент каже близнючкам-блондинкам з екіпажу «Яйцельота» «жуйте гумку». Це посилання на жувальну гумку «Doublemint Gum» (Подвійна м'ята).
- Сцена з самотньою Веспою під парасолькою в пустелі відсилає до фільму «Лоуренс Аравійський».
- На «Яйцельоті» можна побачити колекцію всіх фільмів Мела Брукса. Ім'я президента в оригіналі є анаграмою до прізвища Брукс.
- Марш «гномів» на планеті Йогурта відбувається під «Марш полковникі Боґі», що звучить за схожих обставин у «Мості через річку Квай».
- У сховку Йогурта стоїть його величезна статуя, в якій ховається сам Йогурт, що відсилає до «Чарівника країни Оз».
- Перед тим як «Яйцеліт» перетворюється на величезного робота, Чорний Шолом промовляє «Готовий, Кафка?», що відсилає до оповідання «Перетворення» Франца Кафки.
- Звіздун присипляє охоронця на «Яйцельоті» «вулканським щипком» — прийомом, яким володіє Спок у «Зоряному шлясі».

## Оцінки й відгуки
На Rotten Tomatoes фільм має 56 % схвальних рецензій кінокритиків із консенсусом: «У „Космічних яйцях“ є багато пародій і смішних персонажів, але вони далекі від піку ери Мела Брукса». На Metacritic середня оцінка критиків складає 46 балів зі 100.
Роджер Еберт писав, що «інтелект і смак Брукса, здається, втрачаються, коли він знімає власні фільми, і він націлений на широку тупу комедію: жарти про імена з брудними подвійними значеннями — це його головна спеціалізація. Можливо, причина того, що „Космічні яйця“ не найкращий, полягає в тому, що він навмисне цілився низько, намагаючись отримати безглузду сатиру».
Згідно з Галом Гілсоном із «The Washington Post», «Фільм не вельми гострий, грубо несмішний, на відміну від, скажімо, „Шалені гроші“ чи „Побачення наосліп“. Насправді він здається набагато менш метушливою, менш зрілою справою, схожою на постановку в якомусь задрипаному театрі». Але «поки існують жанри, будуть і жанрові пародії в стилі Мела Брукса».

## Продовження
У 2008-2009 роках виходив однойменний анімаційний серіал для дорослих, який пародіює відомі фантастичні фільми. Вийшло 13 епізодів, які були погано сприйняті глядачами.
У червні 2025 року Мел Брукс анонсував «Космічні яйця 2», вихід яких очікується у 2027 році.